# 功夫

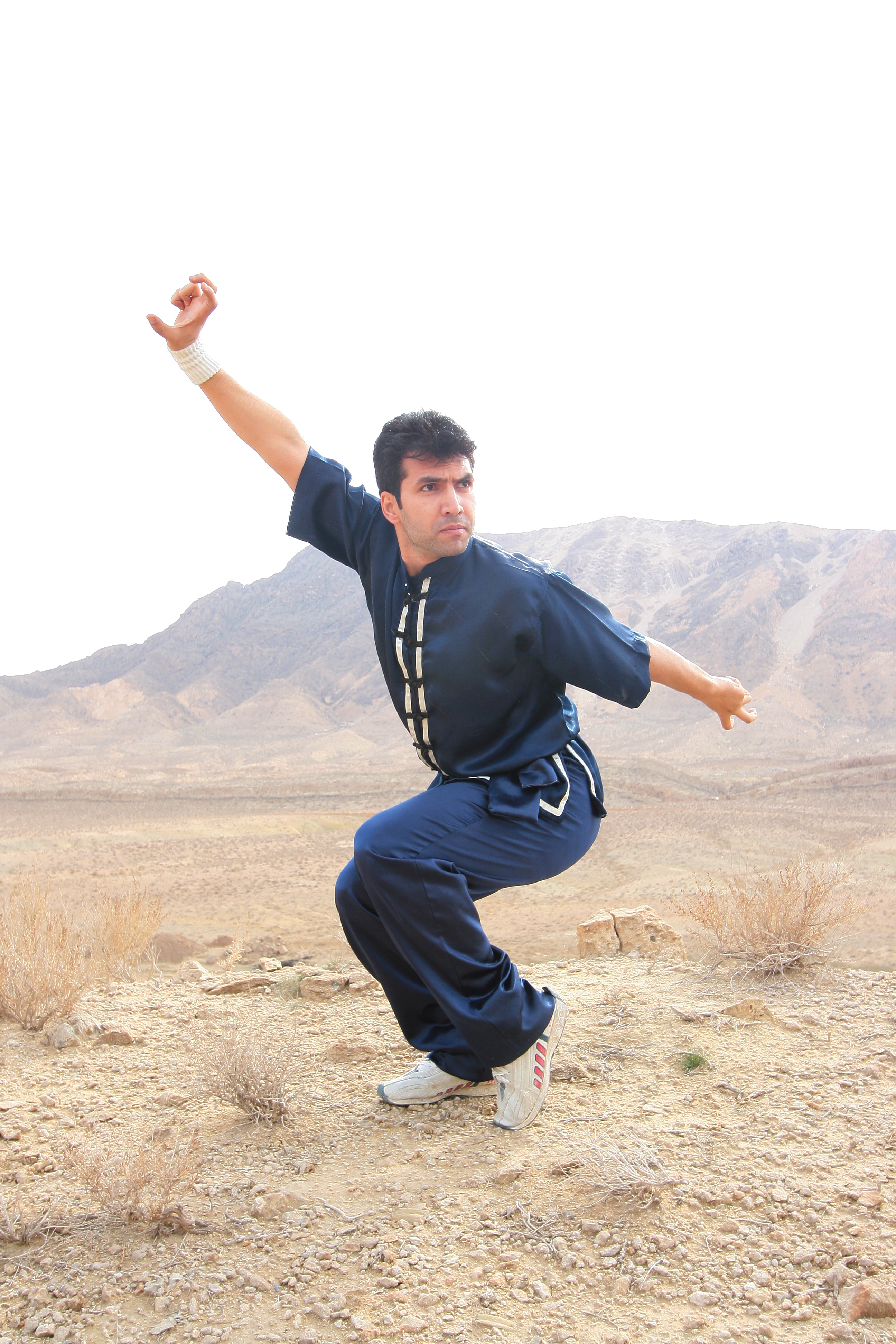
一名正在練功的男人

功夫，不仅是搏击术和单纯的拳脚运动，现在，“功夫”有了更深刻的内涵：它讲究的不再仅仅是武艺高强，而是刚柔并济、内外兼修，即习武之人被要求拥有高尚的品德或情操。
功夫有两种外在表现形式，一种是套路演练形式，另一种是格斗对抗形式，一般上讲的功夫是实用性格斗对抗形式。
「功夫」一詞最早被廣泛認識的是在二十世紀六十至七十年代，由李小龍開始把這兩個字發揚光大；因李氏對武術界的貢獻和影響力，所以功夫的粵語音譯「Kung Fu」一詞被寫入英文字典內。
当今，功夫在世界上影响广泛，不仅有大量功夫题材的中外影视作品，世界各地的功夫馆也使功夫得到了广泛传扬。